# 施皮尔费尔德
施皮尔费尔德（德語：Spielfeld）是奥地利施泰尔马克州莱布尼茨县的一个旧市镇。总面积10.11平方公里，总人口1011人，人口密度100.0人/平方公里（2005年）。2015年，施皮尔费尔德与市镇福高、上福高和施泰尔马克地区施特拉斯合并为施特拉斯-施皮尔费尔德（Straß-Spielfeld），2016年名称更改回施泰尔马克地区施特拉斯。